# Goniothalamus ceramensis
Goniothalamus ceramensis este o specie de plante din genul Goniothalamus, familia Annonaceae, descrisă de Friedrich Anton Wilhelm Miquel. Conform Catalogue of Life specia Goniothalamus ceramensis nu are subspecii cunoscute.